# Francis Walsingham
Pour les articles homonymes, voir Walsingham (homonymie).
Francis Walsingham (env. 1530 à Chislehurst, Kent - 6 avril 1590) est connu comme le « maître-espion » d'Élisabeth Ire d'Angleterre dont il est également secrétaire d'État. Admirateur de Machiavel, il est connu pour son efficacité en tant qu'espion et sa capacité à susciter intrigues et fausses intrigues pour la cause de la sécurité de la Couronne anglaise. Jean-Claude Cousseran voit en lui le père fondateur des politiques modernes de renseignement, dans leur double dimension intérieure et extérieure.

## Biographie

### Famille & jeunesse
Famille

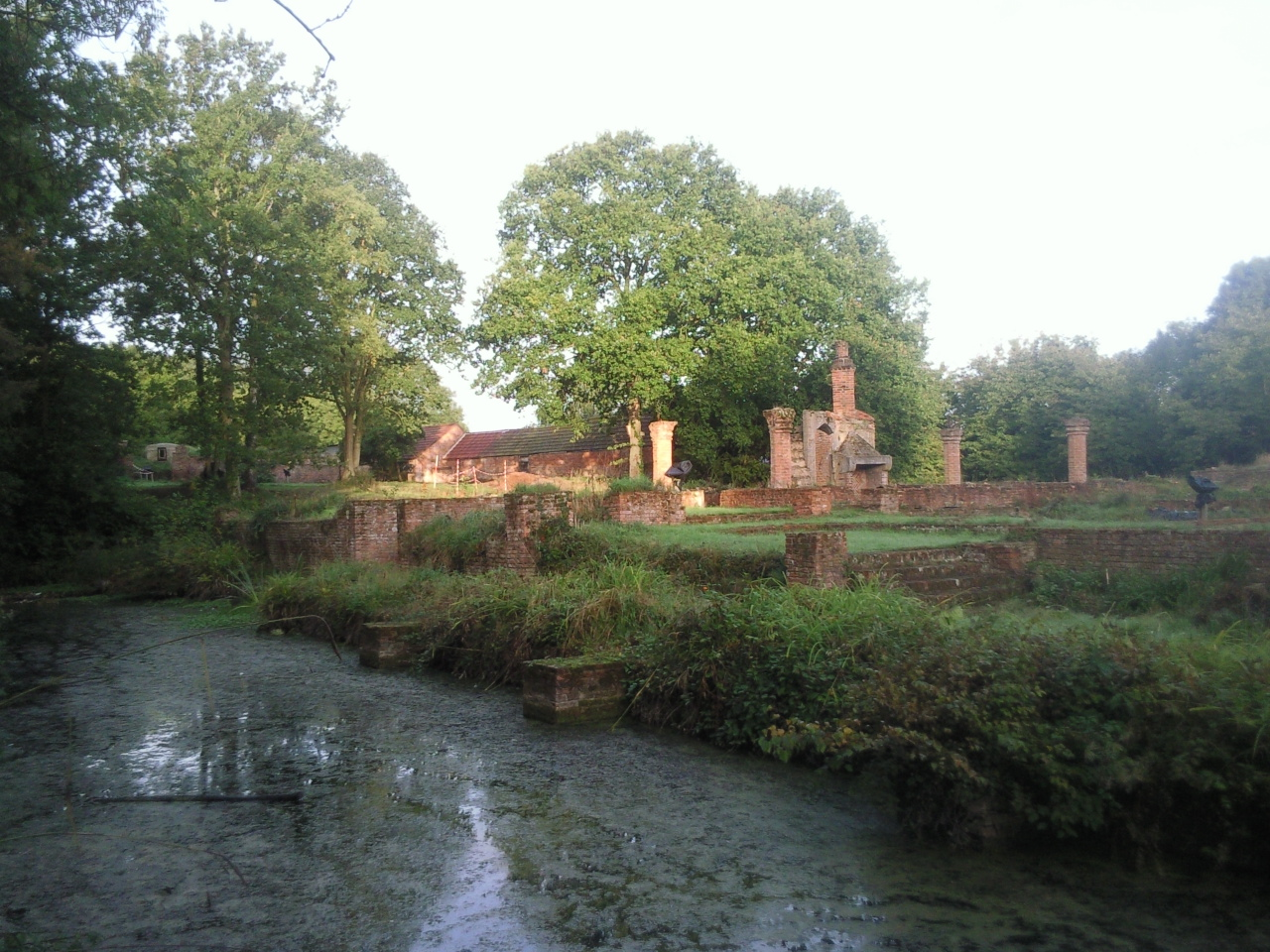
Ruines de Manor House à Scadbury Park, demeure familiale des Walsingham

Francis Walsingham nait aux alentours de 1532, probablement à Foots Cray, près de Chislehurst, dans une famille protestante de la petite noblesse du sud de l'Angleterre. Son père, prénommé William, est un avocat fortuné mais meurt en 1534 tandis que sa mère, Joyce, est la fille du courtisan Edmund Denny et la sœur de Anthony Denny, l'un des principaux gentilshommes de la chambre privée (en) d'Henri VIII. William Walsingham servit dans la commission chargée d'enquêter sur les biens du cardinal Wolsey en 1530 et son frère aîné, Edmund Walsingham, est lieutenant de la Tour de Londres. À la suite du décès de William, Joyce se remarie avec le courtisan John Carey en 1538 dont le frère, le courtisan William Carey, est le mari de Mary Boleyn, sœur aînée de la reine Anne.
Des cinq sœurs de Francis Walsingham, Mary est mariée pendant plus de 20 ans à Walter Mildmay, qui est chancelier de l'Échiquier, tandis qu'Elizabeth épouse le parlementaire Peter Wentworth.
Études
Il fait ses études au King's College de l'université de Cambridge de 1548 à 1550,. Entre 1550 et 1551, il voyage en Europe continentale avant de revenir en Angleterre en 1552 pour intégrer Gray's Inn, l'une des quatre « auberge de la Cour » permettant d'accéder au barreau,.
L'accession au trône de Marie Ire, souveraine catholique, le pousse à fuir sur le continent. Il reprend ses études de droit à Bâle puis à Padoue où il est élu par ses camarades estudiantins à leur tête en 1555. Il visite la Suisse de 1556 à 1558, nouant de nombreux contacts avec des huguenots francophones comme François de La Noue.

### Débuts de carrière
Parlementaire
À la mort de Marie Ire en 1558, c'est sa demi-sœur Élisabeth Ire qui lui succède et Francis Walsingham retourne en Angleterre. Avec le soutien de l'un de ses anciens camarades d'exil, Francis Russel, 2e comte de Bedford, il est élu en 1559 à la Chambre des communes en tant que représentant de la circonscription de Bossiney,.
Il est réélu en 1563 pour les circonscriptions de Lyme Regis, — également sous l'influence du comte de Bedford — et Banbury mais choisit de représenter Lyme Regis.
En janvier 1562, il épouse Anne, fille de George Barne II, lord-maire de Londres en 1552-1553, et veuve d'un marchand de vin, Alexander Carleill. Elle meurt deux ans plus tard, Francis Walsingham récupère la tutelle sur son fils Christopher Carleill,. En 1566, Walsingham épouse Ursula St. Barbe ; veuve de Richard Worsley , acquérant ainsi les domaines d'Appuldurcombe et de Carisbrooke Priory sur l'île de Wight. L'année suivante nait leur fille Frances. Ursula a eu de son précédent mariage deux fils, John et George, qui sont tués en 1567 dans une explosion de poudre à canon à Appuldurcombe.
Dans les années qui suivent, Francis Walsingham soutient activement les huguenots français et développe une étroite et amicale relation de travail avec Nicholas Throckmorton, son prédécesseur comme représentant de Lyme Lyme Regis et ancien ambassadeur en France.
En 1569, Walsingham travaille avec William Cecil pour contrecarrer des complots contre Élisabeth. Il est ainsi des instruments de l'échec du complot de Ridolfi qui espère la remplacer par Marie Stuart. On lui attribue la rédaction d'un texte de propagande décrivant une alliance conspirative entre Marie, Sir Thomas Howard et Roberto di Ridolfi : « Discourse Touching the Pretended Match Between the Duke of Norfolk and the Queen of Scots ». Après que le complot eut été dénoncé, des interrogatoire auraient été menés chez Walsingham,.
Ambassadeur en France
En 1570, la reine choisit Walsingham pour appuyer les Huguenots dans leurs négociations avec Charles IX. Plus tard dans l'année, il remplace Henry Norris, 1er baron Norreys, comme ambassadeur à Paris. L'une de ses premières actions est de continuer les négociations pour un mariage entre Élisabeth et le futur Henri III mais ce plan est finalement abandonné en raison du catholicisme de celui qui est alors le duc d'Anjou.
Une solution alternative est envisagée avec le benjamin des enfants d'Henri II, François, duc d'Alençon, mais Francis Walsingham le considère comme laid et « dénué d'un bon humour ». Élisabeth a 20 ans de plus que le duc d'Alençon et elle est soucieuse du fait que cette différence d'âge puisse paraître absurde.
Francis Walsingham pense qu'il pourrait servir de manière plus efficace l'Angleterre en cherchant une alliance militaire avec la France contre les intérêts espagnols. C'est ainsi que le traité défensif de Blois est conclu en 1572 mais ne comportant pas de dispositions sur le mariage, il laisse ouvert la question de la succession d'Élisabeth
Les Huguenots et d'autres protestants européens soutiennent les révoltes naissantes dans les pays-Bas espagnols. Lorsque l'opposition des catholiques débouche sur la mort de Gaspard de Coligny et le massacre de la Saint-Barthélemy, la maison parisienne de Walsingham devient temporairement un refuge pour des protestants tels que Philip Sidney. Ursula, alors enceinte, s'enfuit en Angleterre avec leur fille de quatre ans. Elle y donne naissance, en janvier 1573, à leur seconde fille, Mary. Francis Walsingham retourna en Angleterre en avril, s'étant montré comme une personne compétente sur laquelle la reine et Cecil pouvaient compter.
Un conseiller aux multiples postes
Quelques mois auparavant, en 1572, Francis Walsingham se fait élire au Parlement dans la circonscription du Surrey ; siège qu'il conserve jusqu'à sa mort bien qu'il ne soit pas un parlementaire majeur,.
Au cours du mois de décembre suivant son retour (1573), il est nommé au Conseil privé en tant que secrétaire principal avec Thomas Smith. Après le retrait de ce dernier en 1576, Francis Walsingham, bien qu'il ne soit pas formellement nommé Lord du sceau privé, prend le contrôle effectif de ce dernier.
Il est adoubé chevalier le 1er décembre 1577, et reçoit en sinécure les postes de recorder (en) de Colchester, custos rotulorum (en) du Hampshire et Grand intendant des villes de Salisbury, Ipswich et Winchester,. Dès le 22 avril 1578, il est nommé chancelier de l'Ordre de la Jarretière ; poste qu'il conserve jusqu'au mois de juin 1587, date à laquelle il est remplacé par Amias Paulet du fait de sa nomination au poste de chancelier du duché de Lancastre en plus de celui de principal secrétaire,.

### Secrétaire d'État

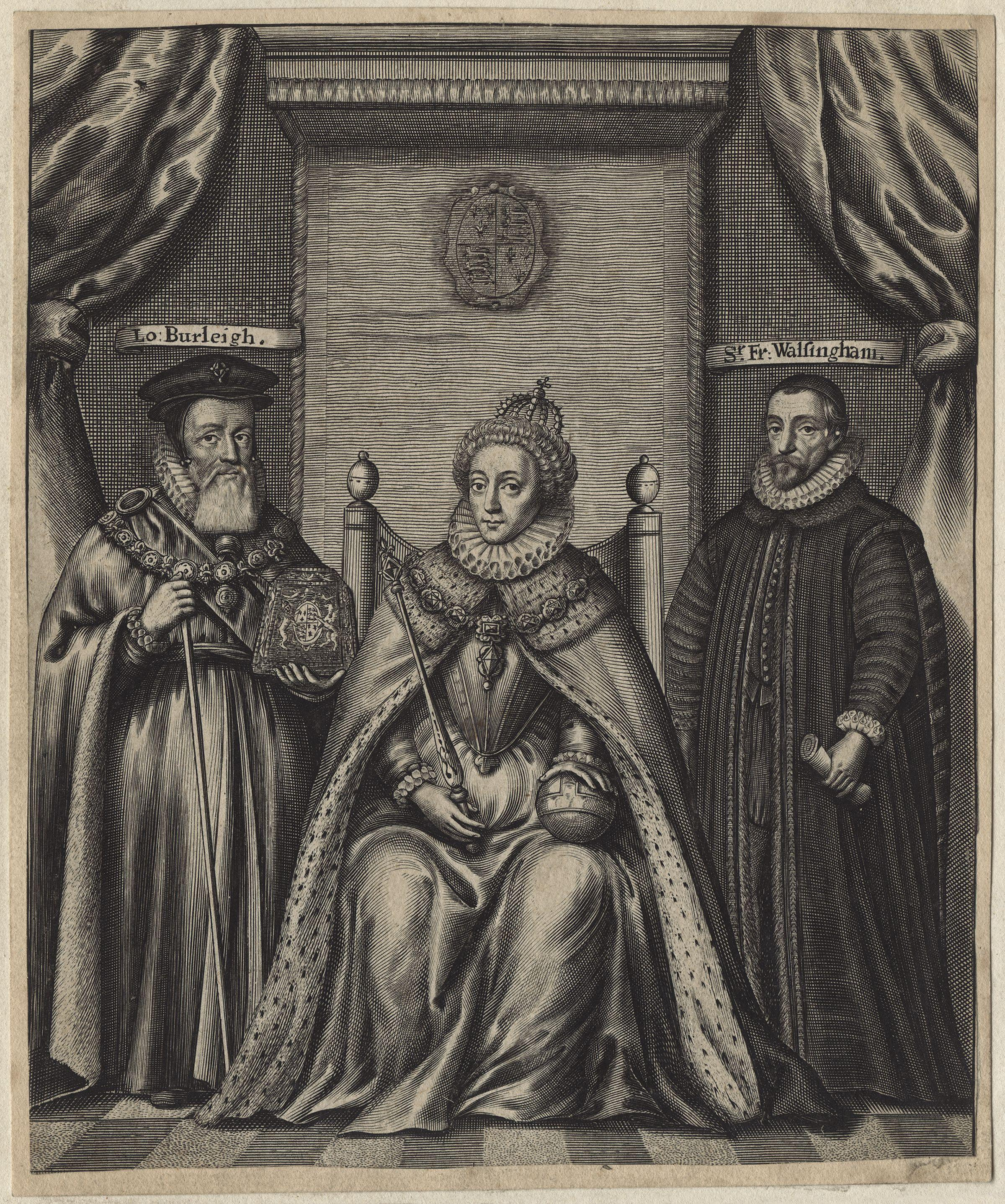
Gravure du XVIIe siècle représentant la reine Élisabeth encadrée par William Cecil (à gauche) et Francis Walsingham (à droite).

Les devoirs du secrétaire principal n'étaient pas précisément définis mais comme il devait traiter l'ensemble de la correspondance royale et déterminer l'ordre du jour des réunions du Conseil, il dispose d'une grande influence sur l'ensemble des questions politiques, que ce soit sur le plan intérieur ou extérieur. Durant l'accomplissement de son office, Francis Walsingham soutient l'utilisation de la puissance maritime anglaise pour explorer et ouvrir de nouvelles routes vers le Nouveau Monde. Il est impliqué directement dans la politique et les relations diplomatiques avec l'Espagne, les Provinces-Unies, l'Écosse, l'Irlande et la France, notamment en participant à plusieurs missions dans les États voisins.
Un soutien du commerce et des grandes explorations maritimes
Étroitement lié à la classe marchande, il soutient activement les projets de promotion du commerce et investit dans les compagnies de Moscovie et du Levant. Il appuya également les tentatives de John Davis et Martin Frobisher pour découvrir le passage du Nord-Ouest et exploiter les ressources minérales du Labrador et encouragea Humphrey Gilbert à explorer Terre-Neuve,. Le voyage de Gilbert est largement financé par les récusants catholiques et Walshingham est favorable au projet en considérant qu'il est le moyen potentiel de supprimer le catholicisme en Angleterre en encourageant l'émigration des catholiques vers le Nouveau-Monde,.
Affaires espagnoles & hollandaises
Francis Walsingham est également un des promoteurs de la lucrative circumnavigation de Francis Drake de 1578-1581, jugeant avec raison que les possessions espagnoles du Pacifique sont vulnérables. L'entreprise est calculée pour promouvoir les intérêts protestants en embarrassant et affaiblissant l'Espagne ainsi qu'en se saisissant du trésor. La première édition de The Principal Navigations, Voiages and Discoveries of the English Nation de Richard Hakluyt est ainsi dédicacée à Walsingham,.
Francis Walsingham se fait l'avocat d'une intervention terrestre directe aux Pays-Bas pour soutenir les révoltes protestantes en utilisant l'argument que si une guerre offensive est injuste, cela n'est pas le cas de la défense de la liberté, notamment religieuse. William Cecil est plus circonspect et soutient une politique de médiation qu'Élisabeth prend à son compte. Walsingham est envoyé en ambassade spéciale aux Pays-Bas en 1578 afin de sonder la possibilité d'un traité de paix et recueillir du renseignement militaire,.
Affaires françaises
À la mort de Charles IX en 1574, Henri III lui succède. Entre 1578 et 1581, Élisabeth relance les tentatives de négociation de mariage avec le duc d'Anjou qui se présente lui-même comme un protecteur des Huguenots et un dirigeant possible des Néerlandais. Francis Walsingham est envoyé en France à la mi-1581 pour discuter d'une alliance franco-anglaise mais les Français souhaitent que la question du mariage soit réglée au préalable quand les Anglais souhaitent l'inverse. En conséquence, il retourne en Angleterre sans aucun accord. Personnellement opposé au mariage, Walsingham a peut-être montré une opposition publique. Alençon est catholique et héritier d'Henri III tandis qu'Élisabeth a passé l'âge d'enfanter et n'a pas de successeur clairement désigné. En étant mariée à l'héritier de la Couronne de France, son décès pourrait amener à une prise de contrôle du royaume d'Angleterre par la France. En comparant le (possible) couple Élisabeth – Alençon avec celui du protestant Henri de Navarre et de la catholique Marguerite de Valois dont le mariage a eu lieu une semaine avant le massacre de la Saint-Barthélemy, le « plus terrible spectacle » dont il fut témoin, Walsingham soulève le spectre d'émeutes religieuses en cas de réalisation du mariage. Élisabeth s'oppose vigoureusement à Walsingham dans une lettre,.
Ce furent des années de tensions dans la politique menée envers la France du fait du scepticisme de Walsingham face à l'imprévisibilité d'Henri III ainsi que sa méfiance envers l'ambassadeur d'Angleterre en France, Edward Stafford (en). Ce dernier passe des informations cruciales à l'Espagne en échange de la prise en charge de ses dettes de jeu. Walsingham pourrait avoir été conscient de cette duplicité de Stafford comme il lui envoyait de fausses informations, probablement dans l'espoir de tromper les Espagnols.
Affaires écossaises et irlandaises

Le régent écossais pro-anglais James Douglas, que Walsingham a soutenu, est détrôné en 1578. Après l'échec du raid de Ruthven (en) destiné à assurer un gouvernement anglophile à l'Écosse, Francis Walsingham se rend à contre-cœur à la cour écossaise en août 1583, sachant que cette mission diplomatique a peu de chances de réussir. Jacques VI rejette les avis de Walsingham en matière de politique intérieure en lui disant être un « roi absolu » en Écosse. Walsingham répond avec un discours portant sur 
« young princes were many times carried into great errors upon an opinion of the absoluteness of their royal authority and do not consider, that when they transgress the bounds and limits of the law, they leave to be kings and become tyrants. »
— Calendar State Papers Scotland, vol. 6 (1910), pp. 603, 609 ; Wilson 2007, p. 170
        
« les jeunes princes qui ont à de nombreuses reprises été portés à de graves erreurs sur la plénitude de leur autorité royale et ne considèrent pas que lorsqu'ils transgressent les limites du droit, ils cessent d'être rois pour devenir tyrans. »
 Un pacte mutuel de défense est mis en place en 1586 avec le traité de Berwick (en).
Edward Denny, cousin de Walsingham, combat en Irlande durant la seconde rébellion de Desmond (en) et est l'un des colons anglais ayant obtenu des terres confisquées dans le Munster. Le beau-fils de Francis Walsingham, Christopher Carleill, commande les garnisons de Coleraine et de Carrickfergus. Walsingham pense que la campagne irlandaise est sous-développée et espère que la colonisation puisse augmenter la productivité des domaines. Cette politique amène aux tensions entre colons anglais et irlandais autochtones qui marquent l'histoire de l'Irlande.

### Le maître-espion d'Élisabeth
Il envoie en 1580 Anthony Bacon (1558-1601) en France pour le renseigner sur l'avancée des huguenots, puis sur la montée en puissance d'Henri de Navarre, futur Henri IV.[réf. nécessaire]
Walsingham, inspiré par son zèle protestant à contrer le catholicisme en Angleterre, approuve l'usage de la torture à l'encontre des prêtres et les suspects de conspirations. Le jésuite Edmond Campion est parmi ceux ayant été torturés et condamnés à mort sur la base des « aveux » ainsi soutirés : il est pendu, traîné et équarri à Tyburn en 1581. Francis Walsingham n'ayant jamais oublié les atrocités commises à l'encontre des protestants lors de la Saint-Barthélémy, craignait qu'un tel événement se produise en Angleterre en cas de résurgence du catholicisme. Son beau-frère et diplomate Robert Beale, qui est à Paris avec Walsingham au moment du massacre, résume ainsi les vues de Francis Walsingham :
« I think it time and more than time for us to awake out of our dead sleep, and take heed lest like mischief as has already overwhelmed the brethren and neighbours in France and Flanders embrace us which be left in such sort as we shall not be able to escape. »
— Robert Beale
, Cooper 2011, p. 80

« Je pense qu'il est temps et plus que temps que nous sortions de notre profond sommeil et que nous tenions compte que les évènements catastrophiques ayant déjà touché nos frères et voisins de France et Flandres peuvent nous atteindre de telle sorte que nous ne puissions être capables de fuir. »
— Cooper 2011, p. 80
La traque des prêtres catholiques et supposés conspirateurs par Francis Walsingham reposait sur l'emploi d'informateurs et l'interception des correspondances. Ses principaux collaborateurs comprenaient le cryptographe Thomas Phelippes (en), expert en déchiffrement et falsification et Arthur Gregory, compétent en matière de contournement et réparation invisible des sceaux.
La lutte contre les conspirations anti-élisabéthaines
En mai 1582, des lettres de l'ambassadeur d'Espagne en Angleterre, Bernardino de Mendoza, à destination des Écossais, sont interceptées par John Forster qui les transmis à Walsingham. Ces courriers indiquent l'existence d'un complot des États catholiques pour envahir l'Angleterre et remplacer Élisabeth par Marie Stuart. En avril 1583, Walsingham disposait d'un espion, identifié plus tard comme étant Giordano Bruno, au sein de l'ambassade française de Londres. Son agent lui rapporte que Francis Throckmorton, neveu de vieil ami de Francis Walsingham, Nicholas Throckmorton, a rendu visite à l'ambassadeur Michel de Castelnau Mauvissière. En novembre 1583, après six mois de surveillance, Throckmorton est arrêté et torturé pour assurer des aveux impliquant Mendoza,. La conspiration Throckmorton (en) appelle à une invasion de l'Angleterre avec une insurrection intérieure pour libérer Marie Stuart et déposer Élisabeth. Francis Throckmorton est exécuté en 1584 tandis que Mendoza est expulsé.
Prendre au piège Marie Stuart, reine d'Écosse
Après l'assassinat à la mi-1584 de Guillaume Ier d'Orange-Nassau, le dirigeant des Hollandais révoltés contre l'Espagne, une intervention militaire anglaise aux Pays-Bas est projetée avec le traité de Sans-Pareil de 1585,. Ce meurtre eut aussi pour résultat de conforter la peur d'Élisabeth quant à sa sûreté, d'où l'association entre Walsingham et William Cecil pour exécuter toute personne ayant tenté ou réussi à renverser ou assassiner la reine. Le Parlement vote en mai 1585 une loi sur la sûreté de la reine (Safety of the Queen, etc. Act 1584 (en)) instituant une procédure légale contre tout prétendant au trône impliqué dans un complot contre la reine. Le mois suivant, la reine d'Écosse Marie Stuart est placée en détention avec Amias Paulet, ami de Walsingham, comme geôlier. À Noël, elle est transférée dans le château-fort de Chartley. Francis Walsingham donne comme instruction à Paulet d'intercepter l'ensemble de la correspondance de la reine d'Écosse et de bloquer toute possibilité pour elle d'établir une correspondance clandestine. Dans une tentative réussie de la piéger, Walsingham met en place une seule exception : un moyen caché pour Marie de passer clandestinement sa correspondance dans un tonneau de bière. Marie est induite en erreur, pensant pouvoir communiquer secrètement alors que les courriers sont décryptés par les agents de Walsingham,. En juillet 1586, Anthony Babington écrit à Marie à propos d'un complot imminent pour la libérer et tuer Élisabeth. Marie Suart répond en approuvant et encourageant clairement les plans de Babington,. Francis Walsingham fait arrêter Babington et ses complices : 14 d'entre-eux sont exécutés en septembre 1586. En octobre, en application de la loi sur la sûreté de la reine, le procès de Marie Stuart est ouvert : elle fait face à 36 commissaires dont Walsingham.

Durant la présentation des preuves qui l'incriminent, Marie Stuart s'effondre et pointant, accusatrice, que 
« tout cela est le travail de Monsieur de Walsingham pour ma destruction »
« all of this is the work of Monsieur de Walsingham for my destruction »
— Hutchinson, p. 118-120

Francis Walsingham répond que 
« Dieu m'en est témoin, en tant qu'individu, je n'ai rien fait d'indigne d'un honnête homme et en tant que secrétaire d'État, rien de contraire à mon devoir »
« God is my witness that as a private person I have done nothing unworthy of an honest man, and as Secretary of State, nothing unbefitting my duty. »
— Hutchinson, p. 165
 Marie Stuart est déclarée coupable et le mandat pour son exécution est rédigé mais Élisabeth hésita longuement à le signer malgré la pression de Walsingham. Ce dernier écrit à Amias Paulet pour lui demander de trouver « quelque moyen de raccourcir la vie » de Marie pour alléger le fardeau d'Élisabeth mais celui-ci répond, indigné, 
« Dieu ne plaise que je puisse effectuer un acte si contraire à ma conscience, ou de laisser une si grande tache sur ma pauvre postérité pour avoir versé le sang sans loi ou mandat. »
« God forbid that I should make so foul a shipwreck of my conscience, or leave so great a blot to my poor posterity, to shed blood without law or warrant. »
— Hutchinson, p. 181-182
Walsingham s'arrange pour exécuter Marie Stuart : Élisabeth signe le mandat le 1er février 1587 et le confie à William Davison qui a été nommé comme secrétaire d'État adjoint en septembre 1586. Le mandat est ensuite confié à William Cecil et un conseil privé, réuni sans qu'Élisabeth soit informé, décide d'exécuter la sentence dès que possible. Marie Stuart est décapitée dans la semaine. En apprenant l'exécution, Élisabeth clame qu'elle ne l'avait pas autorisée, Davison n'étant pas censé se séparer du mandat : il est arrêté et emprisonné à la Tour de Londres. Walsingham ne subit que peu la colère royale, s'étant retiré, soi-disant malade, dans les jours qui précédèrent et suivirent l'exécution. Davison fut finalement libéré en octobre 1588, sur l'ordre de Walsingham et de Cecil.
L'Invincible Armada

À partir de 1586, Francis Walsingham reçoit de nombreuses dépêches de ses agents des communautés marchandes et cours étrangères détaillant les préparatifs espagnols pour envahir l'Angleterre. Le recrutement d'Anthony Standen, un ami de l'ambassadeur toscan, est un exceptionnel succès de renseignement grâce aux révélations de ses dépêches. Francis Walsinfham entreprend de préparer l'Angleterre à l'invasion, notamment en supervisant une substantielle reconstruction du port de Douvres et encourage une stratégie plus agressive. Sur ses instructions, l'ambassadeur anglais à Constantinople, William Harborne, tente sans succès de persuader l'Empire ottoman d'attaquer les possessions espagnoles en Méditerranée dans l'espoir de détourner une partie de leurs forces. Walsingham appuie également Francis Drake pour son raid sur Cadix en 1587 visant à dévaster la logistique espagnole. L'Invincible Armada prend la direction de l'Angleterre en juillet 1588 et Walsingham lève sur ses deniers personnels une troupe de 260 soldats. Le 18 août 1588, après la dispersion de la flotte d'invasion, Henry Seymour, commandant de la flotte anglaise, écrit à Walsingham : 
« vous avez plus combattu l'ennemi avec votre plume que beaucoup des nôtres au sein de notre marine. »
— Lord Henry Seymour
, Cooper 2011, p. 317 

« you have fought more with your pen than many have in our English navy fought with their enemies. »
— Cooper 2011, p. 317
En matière de renseignement extérieur, Walsingham étend ses réseaux à l'ensemble de l'Europe et de la Méditerranée, allant au-delà des habitudes des secrétaires d'État en y apportant son flair, son ambition et son argent. Il forme un réseau d'informateurs bien plus large que ce qui a été fait auparavant et visant notamment les catholiques exilés. Son réseau a pu compter parmi ses membres l'auteur dramatique Christopher Marlowe qui vit en France aux alentours de 1585 et est connu du mécène Thomas Walsingham.

### Vie familiale, décès et succession
La fille cadette de Francis Walsingham, Mary, meurt à l'âge de sept ans en juillet 1580. Sa fille aîné, Frances, épouse, malgré l'opposition initiale d'Élisabeth pour des raisons inconnues, Philip Sidney le 21 septembre 1583. Dans le contrat de mariage, Francis Walsingham accepte de rembourser les dettes de Sidney à hauteur de 1 500 £ et offrir à sa fille et son beau-fils l'usufruit du manoir de Barn Elms situé dans le Surrey. Une petite-fille nait en novembre 1585, prénommée Elizabeth en hommage à la reine qui est également la marraine tandis que Robert Dudley,1er comte de Leicester, un oncle de Sidney, est le parrain. L'année suivante, Philip Sidney est tué au combat aux Pays-Bas et Walsingham doit prendre à sa charge une part de ses considérables dettes. Peu de temps après, Frances accouche difficilement d'une fille mort-née,.
À partir de 1571, Walsingham est affecté par une mauvaise santé l'obligeant à se reposer régulièrement sur ses terres. Il souffre de diverses carnosités, de maux de tête, d'estomac ou des reins et de difficultés à uriner. Les diagnostics proposés vont du cancer au diabète en passant par l'infection urinaire ou les calculs rénaux,. Il meurt le 6 avril 1590 dans sa maison de Seething Lane,.
L'historien William Camden écrit que Francis Walsingham est mort « d'une carnosité croissant intra testium sunctas ». Il est enterré le lendemain, à côté de son beau-fils, dans l'intimité après une simple cérémonie à la cathédrale Saint-Paul de Londres,. Après la destruction de la cathédrale et du tombeau dans le grand incendie de Londres de 1666, le nom de Francis Walsingham apparaît sur le monument moderne listant les noms de ceux dont les tombeaux ont disparu.

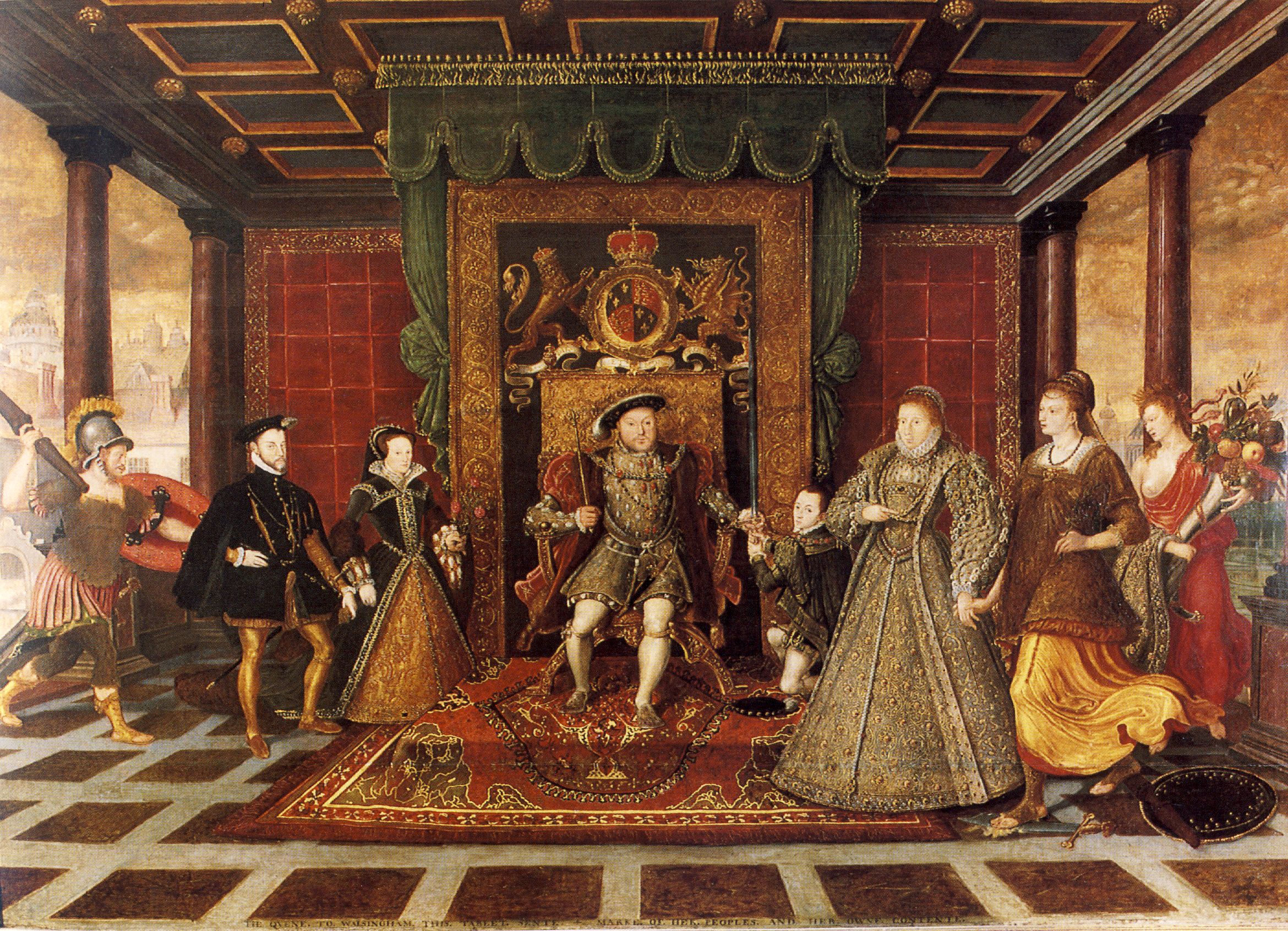
An Allegory of the Tudor Succession est un don d'Élisabeth à Walsingham. Il est écrit sur le bas de l'image De la Reine à Walsingham ce tableau est offert ; Marque du contentement de son peuple et de son propre contentement.

## Dans la fiction
Walsingham est l'un des personnages principaux des films de Shekhar Kapur, Elizabeth (1998) et Elizabeth : L'Âge d'or (2007), où il est interprété par Geoffrey Rush. Dans la série télévisée Elizabeth I, son rôle est tenu par Patrick Malahide. Il apparaît également dans le roman de Ken Follett Une colonne de feu (2017) et dans le roman de Jean-Laurent Del Socorro Peines de mots perdus (2024).